# Aurelia Frick
Aurelia Frick (São Galo, 19 de setembro de 1975) é uma doutora em Direito e política de Liechtenstein que atuou como ministra do Exterior, Justiça e Cultura e como ministra do Exterior, Educação e Cultura de 2009 a 2019. É membro do Partido Progressista dos Cidadãos (Fortschrittliche Bürgerpartei, FBP).

## Biografia

### Anos iniciais
Nasceu em 19 de setembro de 1975, no hospital de São Galo, na Suíça, e cresceu em Schaan, Liechtenstein, filha do empresário Anton e Pia Frick (nascida Eigenmann).
Depois de se formar na escola secundária de Vaduz, estudou Direito na Universidade de Friburgo, em Friburgo, Suíça, graduando-se em 1999. Em 2004, foi admitida na Ordem dos Advogados do cantão de Zurique. Fez o doutorado (Dr. iur.) em Direito na Universidade de Basileia, Basileia, também na Suiça.
De 1999 a 2008, trabalhou como advogada para várias empresas na Suíça e na Grã-Bretanha. Foi professora na Universidade de Liechtenstein.

### Carreira política
É membro do Partido Progressista dos Cidadãos (Fortschrittliche Bürgerpartei, FBP). Aos 34 anos, foi nomeada ministra das Relações Exteriores, Justiça e Cultura na sequência das eleições legislativas de fevereiro de 2009.
Após as eleições parlamentares de 2013, foi nomeada para servir sob o novo governo do primeiro-ministro Adrian Hasler como chefe do Ministério das Relações Exteriores, Educação e Cultura. Em 2 de julho de 2019, o parlamento de Liechtenstein concluiu uma moção de censura contra ela em função de processos envolvendo honorários de consultores e especialistas. No mesmo dia, o príncipe reinante, Aloísio, confirmou sua demissão, já que a Constituição de Liechtenstein declara que para a destituição de um membro do governo do cargo deve ser tomada "de comum acordo entre o príncipe reinante e o parlamento".

## Vida pessoal
Casou-se em 6 de julho de 2011 com Oliver Muggli e tem dois filhos.